# ロサンゼルス・クリッパーズのチーム記録
ロサンゼルス・クリッパーズチーム記録はNBAのロサンゼルス・クリッパーズのチーム記録である。各部門のランク中、太字の（現役）は現在このチームに在籍していることを表す。
- 各部門のランク内では2024-2025シーズンまでの記録を反映している。

## 通算得点
1. 12,735　ランディ・スミス
2. 10,863　ブレイク・グリフィン
3. 9,434　ボブ・マカドゥー
4. 9,336　エルトン・ブランド
5. 8,835　コーリー・マゲッティ
6. 7,674　クリス・ポール（現役）
7. 7,120　ダニー・マニング
8. 7,078　デアンドレ・ジョーダン（現役）
9. 6,614　ロイ・ボウト
10. 6,483　カワイ・レナード（現役）

## 通算リバウンド
1. 7,988　デアンドレ・ジョーダン（現役）
2. 4,710　エルトン・ブランド
3. 4,686　ブレイク・グリフィン
4. 4,471　ロイ・ボウト
5. 4,298　イビツァ・ズバッツ（現役）
6. 4,229　ボブ・マカドゥー
7. 4,168　スウェン・ネイター
8. 4,109　クリス・ケイマン
9. 3,538　ブノワ・ベンジャミン
10. 2,985　ランディ・スミス

## 通算アシスト
1. 4,023　クリス・ポール（現役）
2. 3,498　ランディ・スミス
3. 2,810　ゲイリー・グラント
4. 2,540　ノーム・ニクソン
5. 2,132　ブレイク・グリフィン
6. 1,463　ロン・ハーパー
7. 1,457　アーニー・ディグレゴリオ
8. 1,402　マーク・ジャクソン
9. 1,398　バロン・デイビス
10. 1,397　プー・リチャードソン

## 通算ブロック（73-74シーズンから）
1. 1,277　デアンドレ・ジョーダン（現役）
2. 1,117　ブノワ・ベンジャミン
3. 1,039　エルトン・ブランド
4. 707　クリス・ケイマン
5. 614　ボブ・マカドゥー
6. 527　マイケル・オロウォカンディ
7. 500　イビツァ・ズバッツ（現役）
8. 477　ガー・ハード
9. 451　チャールズ・スミス
10. 421　ボー・アウトロー

## 通算スティール（73-74シーズンから）
1. 1,072　ランディ・スミス
2. 902　クリス・ポール（現役）
3. 747　ゲイリー・グラント
4. 606　ロン・ハーパー
5. 548　ダニー・マニング
6. 484　ブレイク・グリフィン
7. 468　ロイ・ボウト
8. 448　デアンドレ・ジョーダン（現役）
9. 438　エルトン・ブランド
10. 426　カワイ・レナード（現役）

## 出場試合
1. 750　デアンドレ・ジョーダン（現役）
2. 715　ランディ・スミス
3. 616　エリック・パイカウスキー
4. 558　ロイ・ボウト
5. 512　コーリー・マゲッティ
6. 504　ブレイク・グリフィン
7. 493　クリス・ケイマン
8. 470　イビツァ・ズバッツ（現役）
9. 459　エルトン・ブランド
10. 446　ゲイリー・グラント

## 3ポイントシュート（NBAでは79-80より公式記録）成功
1. 820　ポール・ジョージ（現役）
2. 738　エリック・パイカウスキー
3. 674　J・J・レディック
4. 662　ジャマール・クロフォード
5. 618　クリス・ポール（現役）
6. 546　カワイ・レナード（現役）
7. 473　ノーマン・パウエル（現役）
8. 447　ルー・ウィリアムズ
9. 432　ニコラ・バトゥーム（現役）
10. 421　ジェームズ・ハーデン（現役）

## フリースロー成功
1. 3,122　コーリー・マゲッティ
2. 2,397　ブレイク・グリフィン
3. 2,304　ランディ・スミス
4. 2,236　エルトン・ブランド
5. 2,040　ボブ・マカドゥー
6. 1,656　クリス・ポール（現役）
7. 1,413　ダニー・マニング
8. 1,357　デアンドレ・ジョーダン（現役）
9. 1,335　チャールズ・スミス
10. 1,272　ブノワ・ベンジャミン

## 50得点以上
52得点
- ボブ・マカドゥー（vs BOS / 1974年2月22日）
- ボブ・マカドゥー（vs SEA / 1976年3月17日）
- チャールズ・スミス（vs DEN / 1990年12月1日）

51得点
- ボブ・マカドゥー（vs HOU / 1975年3月18日）
- フリーマン・ウィリアムズ（vs PHX / 1980年1月19日）

50得点
- ボブ・マカドゥー（vs WSB / 1975年4月18日）（プレーオフ）
- ボブ・マカドゥー（vs CLE / 1975年11月20日）
- ルー・ウィリアムズ（vs GSW / 2018年1月10日）
- ジェームズ・ハーデン（vs DET / 2025年3月5日）

## その他
- シーズン最多平均スタッツ
  - 得点：34.5　ボブ・マカドゥー（1974-75シーズン）
  - リバウンド：15.2　デアンドレ・ジョーダン（2017-18シーズン）
  - アシスト：11.1　ノーム・ニクソン（1983-84シーズン）
  - スティール：2.5　クリス・ポール（2011-12シーズン）
  - ブロック：3.6　ビル・ウォルトン（1982-83シーズン）
- シーズン最多通算スタッツ
  - 得点：2,831　ボブ・マカドゥー（1974-75シーズン）
  - リバウンド：1,226　デアンドレ・ジョーダン（2014-15シーズン）
  - アシスト：914　ノーム・ニクソン（1983-84シーズン）
  - スティール：203　ランディ・スミス（1973-74シーズン）
  - ブロック：246　ボブ・マカドゥー（1973-74シーズン）
- 新人最多平均スタッツ
  - 得点：23.7　テリー・カミングス（1982-83シーズン）
  - リバウンド：15.2　エルモア・スミス（1971-72シーズン）
  - アシスト：8.2　アーニー・ディグレゴリオ（1973-74シーズン）
- トリプル・ダブル達成回数（1979-80シーズンより公式記録）
  - 7回：ボブ・カウフマン / ラマー・オドム / ブレイク・グリフィン
  - 6回：ジェームズ・ハーデン
  - 4回：マーク・ジャクソン
- シーズン最高勝率：.695 57勝25敗（2013-14シーズン）
- ロサンゼルスに移転後、ロサンゼルス・レイカーズを上回る成績を収めたシーズンはわずかしかない。2006年のプレーオフでは、同じアリーナを本拠地とするレイカーズとの対戦の可能性もあったが、レイカーズがフェニックス・サンズに敗れたため実現しなかった。

## 主なアメリカ国籍以外の選手
- ストイコ・ブランコヴィッチ（クロアチア）
- プレドラグ・ドロブニアック（セルビア）
- マルコ・ヤリッチ（セルビア）
- ウラジミール・ラドマノヴィッチ（セルビア）
- ゼリコ・レブラチャ（セルビア）
- ママドゥ・ンジャイ（セネガル）
- ケン・チャールズ（トリニダード・トバゴ）
- マイケル・オロウォカンディ（ナイジェリア）
- ヤロスラフ・コロレフ（ロシア）
- ヒド・ターコルー（トルコ）
- ダニーロ・ガリナリ（イタリア）
- イビツァ・ズバッツ（クロアチア）
- サージ・イバーカ（スペイン）
- ニコラ・バトゥーム（フランス）
- ムサ・ディアバテ（フランス）
- ジョシュア・プリモ（カナダ）
- ダニエル・タイス（ドイツ）
- カイ・ジョーンズ（バハマ）
- パティ・ミルズ（オーストラリア）
- ボグダン・ボグダノヴィッチ（セルビア）
- ベン・シモンズ（オーストラリア）